# Niklas-Wilson Sommer
Niklas-Wilson „Willy“ Sommer (* 2. April 1998 in Dessau) ist ein deutscher Fußballspieler und Livestreamer. Der überwiegend beim 1. FC Nürnberg ausgebildete Rechtsverteidiger ist aktuell vereinslos.

## Karriere

### Im Verein
Sommer kam 2007 als Neunjähriger vom KSD Hajduk Nürnberg zum 1. FC Nürnberg und durchlief die folgenden Jahre die Jugendmannschaften des Clubs. Mit der U17 wurde Sommer als Mannschaftskapitän 2015 deutscher Futsal-Meister. In den Spielzeiten 2013/14 und 2014/15 absolvierte Sommer 30 Spiele (3 Tore) in der B-Junioren-Bundesliga Süd/Südwest. In den Spielzeiten 2015/16 und 2016/17 folgten 48 Spiele (ein Tor) in der A-Junioren-Bundesliga Süd/Südwest. Zudem kam er im März 2017 für die zweite Mannschaft in der viertklassigen Regionalliga Bayern zu seinem ersten Einsatz im Herrenbereich.
Zur Saison 2017/18 wechselte Sommer zur zweiten Mannschaft des VfB Stuttgart, die zuvor aus der 3. Liga in die Regionalliga Südwest abgestiegen war. Dort kam er meist auf den Außenverteidigerpositionen in 34 der 36 Ligapartien zum Einsatz. Nachdem er im Sommer 2018 öffentlich seinen Wechselswunsch geäußert hatte, da er angesichts der Konkurrenten Benjamin Pavard, Pablo Maffeo und Andreas Beck keine Chance auf Einsätze in Stuttgarts erster Mannschaft für sich sah, blieb er in der Hinrunde der Saison 2018/19 ohne Pflichtspieleinsatz.
Zum 1. Januar 2019 wechselte Sommer schließlich zum abstiegsgefährdeten Drittligisten SG Sonnenhof Großaspach, kam dort aber in der Rückrunde hinter den beiden Rechtsverteidigern Yannick Thermann und Patrick Choroba nur sporadisch zum Einsatz. In der Spielzeit 2019/20 kam er regelmäßiger zum Einsatz, vermehrt auch im rechten Mittelfeld. Nach dem Abstieg der Mannschaft verließ er im Sommer 2020 den Klub wieder.
Ende September 2020 schloss sich Sommer gemeinsam mit Sidney Friede dem slowakischen Erstligisten DAC Dunajská Streda an, bei dem er einen bis zum Ende der Saison 2020/21 laufenden Vertrag mit einer Option auf ein weiteres Jahr unterschrieb. Dort traf er auf den deutschen Cheftrainer Bernd Storck sowie auf die deutschen Mitspieler Jannik Müller, Sidney Friede und Brahim Moumou. Nachdem Sommer zunächst auf der Rechtsverteidigerposition hinter César Blackman nur Reservist gewesen und vereinzelt zu Kurzeinsätzen gekommen war, stand er gegen Saisonende häufiger in der Startelf, wenn Blackman auf der offensiven Außenbahn aufgeboten wurde. Der 23-Jährige kam letztendlich auf 12 Ligaeinsätze (8-mal von Beginn) und wurde mit seiner Mannschaft Vizemeister, woraufhin er den Verein mit seinem Vertragsende verließ.
Zur Saison 2021/22 kehrte Sommer nach Deutschland zurück und schloss sich dem Drittligisten SV Waldhof Mannheim an. Sein Vertrag läuft bis zum 30. Juni 2023. In seinem ersten Jahr konnte er sich unter Patrick Glöckner auf der Rechtsverteidigerposition zeitweise gegen Marcel Costly durchsetzen, der auch auf dem Flügel zum Einsatz kam und dann gemeinsam mit Sommer die rechte Seite bildete. Ab Anfang Februar 2022 fiel Sommer aufgrund eines Muskelfaserrisses aus, ehe er rund 2 Monate später in den Spieltagskader zurückkehrte. Bis zum Saisonende folgten noch 2 Startelfeinsätze, da Glöckner auf seiner Position auf Costly vertraute. Der SV Waldhof Mannheim spielte lange um den Aufstieg und schloss die Saison auf dem 5. Platz ab. Sommer war auf 27 Drittligaeinsätze gekommen und hatte 15-mal in der Startelf gestanden. Zudem lief er 2-mal von Beginn an im DFB-Pokal auf, in dem man in der ersten Runde Eintracht Frankfurt besiegte und anschließend gegen den 1. FC Union Berlin ausschied. Zum Gewinn des Badischen Pokals und somit zur DFB-Pokal-Qualifikation steuerte der Rechtsverteidiger 5 Einsätze bei. In der Saison 2022/23 kam Sommer unter dem neuen Cheftrainer Christian Neidhart nur noch selten zum Einsatz. Nach der Winterpause wurde er nur noch 4-mal eingewechselt und wurde insbesondere gegen Saisonende häufig nicht für den Spieltagskader nominiert. Am Saisonende standen für ihn 13 Drittligaspiele zu Buche, von denen er nur 2-mal in der Startelf aufgeboten wurde. Die Mannschaft spielte in der oberen Tabellenhälfte und wurde mit 10 Punkten Rückstand auf einen Aufstiegsplatz Siebter. Der zum Ende der Saison auslaufende Vertrag von Sommer wurde nicht verlängert.
Mitte August 2023 stieg der vereinslose Sommer in das Training der zweiten Mannschaft des 1. FC Nürnberg ein, die in der Regionalliga Bayern spielt. Ende September 2023 wurde er schließlich unter Vertrag genommen. Bis zum Ende der Saison 2023/24 kam Sommer in 11 Regionalligaspielen zum Einsatz (5-mal in der Startelf). Zum Beginn der Saison 2024/25 wurde Sommer noch fünfmal stets in der Startelf eingesetzt. Ende August 2024 postete Sommer, zu diesem Zeitpunkt beim 1. FC Nürnberg angestellt, auf Instagram ein Foto, auf dem er das Trikot des FC Bayern München trägt und welches kurze Zeit später wieder gelöscht wurde. Die Ultras präsentierten daraufhin bei einem Heimspiel der Profimannschaft am 31. August Spruchbänder mit der Aufschrift Vereinsstolz statt Hipstergepose. Niklas Wilson, du bist scheiße, wie der FCB und Wilson, verpiss Dich, Du Bayernschwein. Am Abend nach dem Spiel lauerten ihm Unbekannte an seiner Haustür auf, ehe es einige Stunden später zu einem körperlichen Angriff kam. Nach dem Vorfall wurde Sommer nicht mehr eingesetzt. Ende Januar 2025 einigte er sich mit dem Verein auf eine Vertragsauflösung.

### In der Nationalmannschaft
Im September und Oktober 2013 bestritt der 15-jährige Sommer unter Stefan Böger 4 Länderspiele für die deutsche U16-Nationalmannschaft. Aufgrund seiner Abstammung ist er auch für den portugiesischen und angolanischen Fußballverband spielberechtigt. Laut eigener Aussage aus dem Oktober 2021 habe der angolanische Verband bei ihm angefragt, ob er für die angolanische Nationalmannschaft spielen wolle. Jedoch habe es Probleme mit den erforderlichen Dokumenten gegeben, da zu seiner Familie väterlicherseits in Angola und Portugal nur sporadischer Kontakt bestehe.

## Titel
- Badischer Pokalsieger: 2022 (SV Waldhof Mannheim)

## Sonstiges
Sommer wurde als Sohn einer deutschen Mutter und eines portugiesisch-angolanischen Vaters in Dessau, Sachsen-Anhalt geboren. In seiner Kindheit lebte er für rund vier Jahre in Portugal sowie eine kurze Zeit in Angola, ehe er mit seiner Mutter wieder nach Dessau zurückkehrte. Im Alter von acht Jahren zog er mit seiner Mutter nach Nürnberg, wo er bis zu seinem Wechsel nach Stuttgart im Jahr 2017 in der Südstadt lebte. Sommer betreibt Kanäle auf dem Live-Streaming-Videoportal Twitch mit rund 900.000 Followern (Stand: September 2024), Instagram mit über einer Million Followern (Stand: September 2024), TikTok mit knapp 900.000 Followern (Stand: September 2024) und YouTube mit über 600.000 Followern (Stand: September 2024). Sein Spitzname ist Willy.
Sommer ist mit 50 Prozent an der Ere Studios GmbH beteiligt, die das Modelabel ére studios betreibt. Die übrigen 50 Prozent wurden von Agyemang Diawusie gehalten. Die beiden Gesellschafter bildeten die Geschäftsführung. Diawusie verstarb im November 2023 im Alter von 25 Jahren, sodass seither seine Erben die Anteile halten. Bei der Eröffnung des ersten Geschäfts Anfang März 2023 in Nürnberg kam es zu einem so großen Andrang an Interessenten, dass die Polizei anrücken musste. Die Eröffnung wurde in den sozialen Medien auch von prominenten Persönlichkeiten wie Kai Pflaume aufgegriffen. Bereits im Oktober 2024 wurde vor dem Amtsgericht Fürth ein Insolvenzverfahren eröffnet, nachdem Sommer selbst in Folge von Zahlungsunfähigkeit den Antrag hierfür gestellt hatte.